# Nati nel 1918/Agosto
| Questa pagina contiene informazioni ricavate automaticamente dalle voci biografiche con l'ausilio del template Bio e di un bot. L'aggiornamento è periodico e automatico e ricostruisce completamente la pagina. Se manca una persona in questa lista, sei pregato di non aggiungerla, ma accertati piuttosto che la sua voce biografica contenga il template Bio e che i dati anagrafici siano correttamente compilati. Se il template Bio manca, inseriscilo tu stesso o, in alternativa, metti l'avviso {{tmp\|Bio}} che ne segnala la mancanza. Se i dati riportati sono sbagliati, correggi direttamente la voce biografica; le modifiche saranno visibili in questa lista entro pochi giorni. Per chiarimenti vedi il progetto biografie. La lista contiene solo le 118 persone che sono citate nell'enciclopedia e per le quali è stato implementato correttamente il template Bio. Pagina aggiornata al 18 ago 2025. |

- 1º agosto - Mario López, poeta e pittore spagnolo († 2003)
- 1º agosto - Alberto Vigevani, scrittore, editore e critico teatrale italiano († 1999)
- 2 agosto - Bob Calihan, cestista e allenatore di pallacanestro statunitense († 1989)
- 2 agosto - Jim Delligatti, imprenditore statunitense († 2016)
- 2 agosto - Agostino Fausti, militare e aviatore italiano († 1940)
- 2 agosto - James A. Jensen, paleontologo statunitense († 1998)
- 3 agosto - Olivier Alain, organista, pianista e compositore francese († 1994)
- 3 agosto - Maria Aurèlia Capmany i Farnés, scrittrice spagnola († 1991)
- 3 agosto - Sidney Gottlieb, chimico statunitense († 1999)
- 3 agosto - Larry Haines, attore statunitense († 2008)
- 3 agosto - Eddie Jefferson, cantante statunitense († 1979)
- 3 agosto - Giovanni Pirelli, scrittore e partigiano italiano († 1973)
- 3 agosto - Alberto Stefani, politico svizzero († 2006)
- 4 agosto - Marika Bezobrazova, ballerina russa († 2010)
- 4 agosto - Luigi Dodi, calciatore italiano († 1997)
- 4 agosto - Hilding Fröberg, compositore di scacchi svedese († 1999)
- 4 agosto - Claus Holm, attore tedesco († 1996)
- 4 agosto - Noel Willman, attore e regista teatrale britannico († 1988)
- 5 agosto - Carmelo Amenta, calciatore italiano († 1990)
- 5 agosto - Tom Drake, attore statunitense († 1982)
- 5 agosto - Olivier d'Ormesson, politico francese († 2012)
- 5 agosto - Bruno Spitzl, aviatore e militare italiano († 1942)
- 6 agosto - Anna Castelli Ferrieri, designer e architetta italiana († 2006)
- 6 agosto - Norman Granz, produttore discografico e imprenditore statunitense († 2001)
- 6 agosto - Jacqueline Laurent, attrice francese († 2009)
- 6 agosto - Christopher Seton-Watson, militare, storico e italianista britannico († 2007)
- 7 agosto - Alfredo Maisto, mafioso italiano († 1976)
- 8 agosto - John Barr, cestista statunitense († 2002)
- 8 agosto - Doodie Bloomfield, cestista canadese († 1950)
- 8 agosto - Bill Jackson, cestista irlandese († 1985)
- 8 agosto - Katsuya Miyahira, artista marziale e karateka giapponese († 2010)
- 8 agosto - André Riou, allenatore di calcio francese († 2005)
- 9 agosto - Robert Aldrich, regista, sceneggiatore e produttore cinematografico statunitense († 1983)
- 9 agosto - Raymond K. Beahan, militare statunitense († 1989)
- 9 agosto - Giles Cooper, drammaturgo britannico († 1966)
- 9 agosto - Alicia Penalba, scultrice argentina († 1982)
- 10 agosto - Martin Benson, attore britannico († 2010)
- 10 agosto - Vinicio Congiu, avvocato, giornalista e imprenditore italiano († 1999)
- 10 agosto - Nikolaj Karakulov, velocista sovietico († 1988)
- 11 agosto - Giovacchino Magherini, calciatore italiano
- 11 agosto - Karel Mauser, poeta e scrittore sloveno († 1977)
- 11 agosto - Giuseppe Plado Mosca, militare italiano († 1942)
- 12 agosto - Pier Luigi Alvigini, allenatore di calcio e calciatore italiano († 2015)
- 12 agosto - Aldo Cadario, calciatore italiano († 2002)
- 12 agosto - Ricardo Rodríguez Álvarez, calciatore spagnolo († 1980)
- 12 agosto - Joseph Hayes, drammaturgo e sceneggiatore statunitense († 2006)
- 12 agosto - Giuseppe Santovito, generale italiano († 1984)
- 13 agosto - Henri Brasseur, pittore e fotografo belga († 1981)
- 13 agosto - Jeanette Dolson, velocista canadese († 2004)
- 13 agosto - Noor Hassanali, politico trinidadiano († 2006)
- 13 agosto - Frederick Sanger, chimico britannico († 2013)
- 14 agosto - Al Grygo, giocatore di football americano statunitense († 1971)
- 14 agosto - Giovanni Passeri, scrittore italiano († 2001)
- 15 agosto - Maria Assunta Lorenzoni, partigiana italiana († 1944)
- 16 agosto - Juan Arredondo, cestista e allenatore di pallacanestro cileno († 2015)
- 16 agosto - Giuseppe Cederle, militare italiano († 1943)
- 16 agosto - Lennart Nelson, sollevatore svedese († 2006)
- 16 agosto - Ilie Oană, allenatore di calcio e calciatore rumeno († 1993)
- 16 agosto - Yehoshua Rozin, allenatore di pallacanestro israeliano († 2002)
- 16 agosto - Andrea Verrina, calciatore e allenatore di calcio italiano († 2002)
- 16 agosto - Mauro Zambuto, doppiatore italiano († 2011)
- 17 agosto - Renato Alpini, politico italiano († 1993)
- 17 agosto - Evelyn Ankers, attrice statunitense († 1985)
- 17 agosto - Raffaele Di Primio, politico italiano († 1994)
- 17 agosto - John Joseph Paul, vescovo cattolico statunitense († 2006)
- 17 agosto - Ike Quebec, sassofonista statunitense († 1963)
- 17 agosto - Evgenija Sečenova, velocista sovietica († 1990)
- 18 agosto - Cisco Houston, cantautore statunitense († 1961)
- 18 agosto - Pietro Koch, militare e poliziotto italiano († 1945)
- 18 agosto - Vittorio Sentimenti, calciatore e allenatore di calcio italiano († 2004)
- 18 agosto - Armando Todeschini, calciatore italiano
- 18 agosto - Leif Wikström, velista svedese († 1991)
- 18 agosto - Aleksandr Nikolaevič Šelepin, politico e poliziotto sovietico († 1994)
- 19 agosto - Lev Kokorin, pallanuotista sovietico († 1989)
- 19 agosto - Ángel Perucca, calciatore argentino († 1981)
- 19 agosto - Shankar Dayal Sharma, politico indiano († 1999)
- 20 agosto - Bruno Corelli, attore italiano († 1983)
- 20 agosto - Jacqueline Susann, scrittrice e attrice statunitense († 1974)
- 21 agosto - Anselmo Fernández, allenatore di calcio e architetto portoghese († 2000)
- 21 agosto - Bruria Kaufman, fisica e matematica statunitense († 2010)
- 21 agosto - Miriam Pirazzini, mezzosoprano italiano († 2016)
- 22 agosto - Marco Cugiani, matematico italiano († 2003)
- 22 agosto - Said Mohamed Djohar, politico comoriano († 2006)
- 22 agosto - Carlo Scotoni, politico italiano († 1981)
- 22 agosto - Giorgio Zani, generale, fotografo e dirigente pubblico sammarinese († 2013)
- 23 agosto - Anna Mani, fisica e meteorologa indiana († 2001)
- 24 agosto - Jack Collins, attore statunitense († 2005)
- 24 agosto - Avery Dulles, cardinale, teologo e gesuita statunitense († 2008)
- 24 agosto - Arduino Forgiarini, militare italiano († 1940)
- 24 agosto - Augusto Frigo, saltatore con gli sci italiano († 2004)
- 24 agosto - Abdallah Ibrahim, politico marocchino († 2005)
- 25 agosto - Leonard Bernstein, direttore d'orchestra, compositore e pianista statunitense († 1990)
- 25 agosto - Antonino De Stefano, giurista e magistrato italiano († 1985)
- 25 agosto - Richard Greene, attore inglese († 1985)
- 25 agosto - Marlene Neubauer-Woerner, scultrice tedesca († 2010)
- 25 agosto - Walter Petron, calciatore italiano († 1945)
- 25 agosto - William B. Rosson, generale statunitense († 2004)
- 26 agosto - Afonso de Azevedo Évora, cestista brasiliano († 2008)
- 26 agosto - Dave Barry, attore, comico e doppiatore statunitense († 2001)
- 26 agosto - Hutton Gibson, scrittore statunitense († 2020)
- 26 agosto - Guilherme Rodrigues, cestista brasiliano
- 26 agosto - Bill Heaton, calciatore inglese († 1990)
- 26 agosto - Katherine Johnson, matematica, informatica e fisica statunitense († 2020)
- 27 agosto - Anneliese Uhlig, attrice e giornalista tedesca († 2017)
- 27 agosto - Jelle Zijlstra, politico olandese († 2001)
- 28 agosto - Alejandro Agustín Lanusse, generale e politico argentino († 1996)
- 28 agosto - Attilio Mineo, compositore e arrangiatore statunitense († 2010)
- 28 agosto - Bogdan Tošović, pallanuotista jugoslavo († 1941)
- 28 agosto - Pino Zaccheria, cestista italiano († 1941)
- 28 agosto - Vittorio de Miro d'Aieta, educatore e politico italiano († 1987)
- 30 agosto - Anita Bärwirth, ginnasta tedesca († 1994)
- 30 agosto - Bruce Hale, cestista e allenatore di pallacanestro statunitense († 1980)
- 30 agosto - Ted Williams, giocatore di baseball e allenatore di baseball statunitense († 2002)
- 31 agosto - Hélène Bessette, scrittrice francese († 2000)
- 31 agosto - Bill Homeier, pilota automobilistico statunitense († 2001)
- 31 agosto - Alan Jay Lerner, paroliere e sceneggiatore statunitense († 1986)
- 31 agosto - Sergio Montipò, fumettista, disegnatore e calciatore italiano
- 31 agosto - Lionello Santi, produttore cinematografico italiano († 1995)